# Janesville (Wisconsin)
Janesville é uma cidade localizada no estado norte-americano de Wisconsin, no Condado de Rock.

## Demografia
Segundo o censo norte-americano de 2000, a sua população era de 59.498 habitantes.
Em 2006, foi estimada uma população de 62.998, um aumento de 3500 (5.9%).

## Religião
Em Janesville existem várias congregações das Testemunhas de Jeová e também se encontra o Salão de Assembléia das Testemunhas de Jeová local para grandes encontros.

## Geografia
De acordo com o United States Census Bureau tem uma área de
72,8 km², dos quais 71,3 km² cobertos por terra e 1,5 km² cobertos por água.

## Localidades na vizinhança
O diagrama seguinte representa as localidades num raio de 20 km ao redor de Janesville.